# 莫斯泰鄉

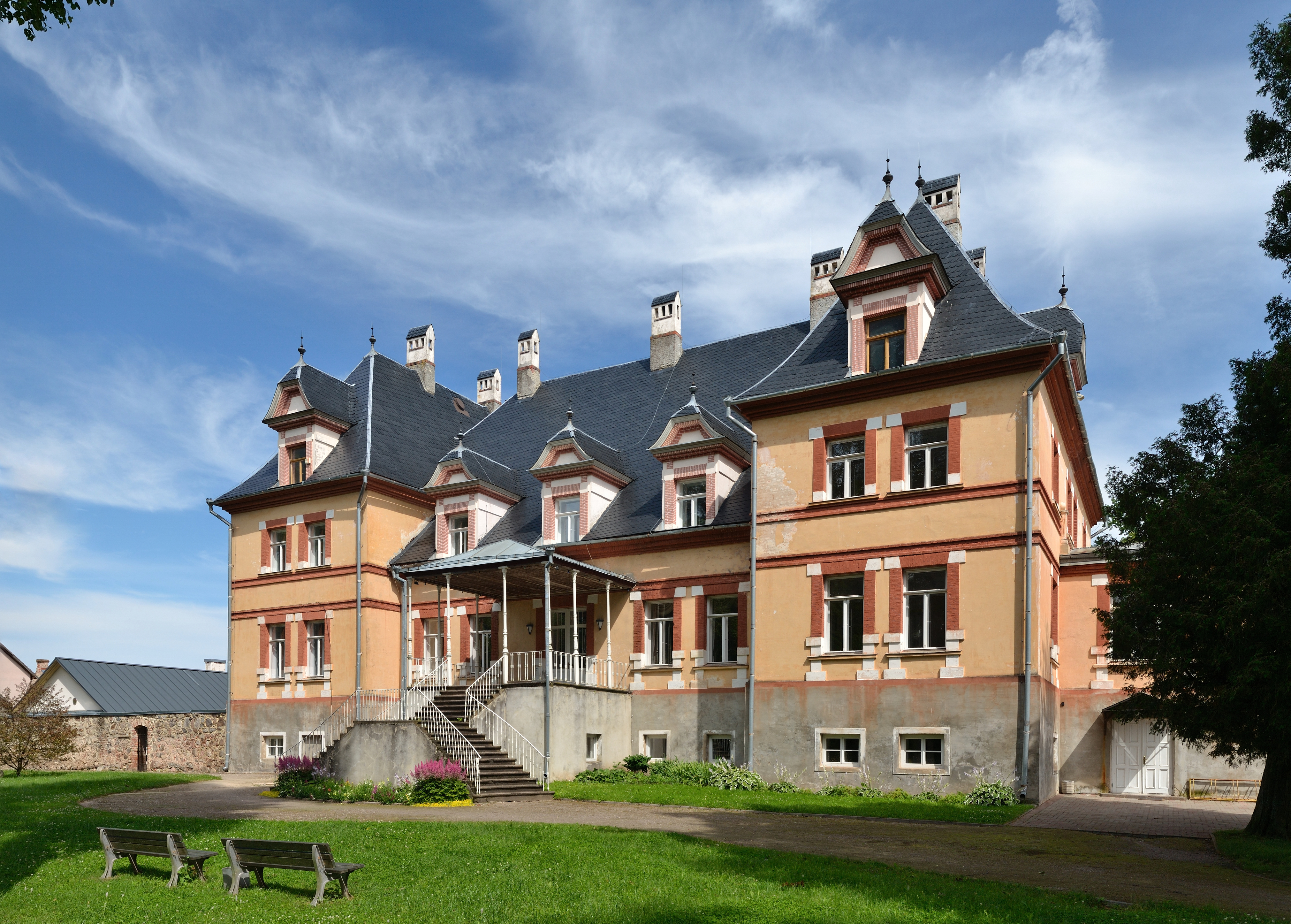
莫斯泰庄园

莫斯泰鄉，曾是愛沙尼亞珀爾瓦縣的一個鄉村型市镇，位於該國東南部，行政中心設於莫斯泰，面積185平方公里，2009年人口1,542，人口密度每平方公里8人。
2017年爱沙尼亚行政改革后，莫斯泰市镇与其他市镇一起合并为新的珀尔瓦市镇。
58°9′37″N 27°11′28″E / 58.16028°N 27.19111°E